# Mai dire mai (album Anna Tatangelo)
Mai dire mai è il terzo album in studio della cantante italiana Anna Tatangelo, pubblicato il 2 novembre 2007 dalla Sony BMG.

## Descrizione
Il 29 febbraio il disco è stato ripubblicato con l'aggiunta del brano portato al Festival di Sanremo 2008, Il mio amico, il quale è stato inserito sia nella versione classica, sia in quella in duetto con Michael Bolton.

## Promozione
La promozione del disco è cominciata il 28 settembre 2007 con la pubblicazione del primo singolo Averti qui e, nel mese di ottobre e novembre è avvenuta anche nelle radio canadesi e statunitensi in vista di un'imminente pubblicazione internazionale. Inoltre, a partire dal 26 novembre è stato effettuato anche un Radio Tour, con esibizioni dal vivo nelle varie radio italiane.
Dal 23 novembre viene trasmesso in radio il singolo Lo so che finirà, il quale è accompagnato anche da un videoclip girato a San Francisco, durante le pause del tour negli Stati Uniti con Gigi D'Alessio.
Successivamente, con la partecipazione a Sanremo 2008, il 28 febbraio viene messa in vendita una nuova versione dell'album, contenente il singolo inedito Il mio amico, sia nella versione solista che in quella in duetto con Michael Bolton.
Il brano Sono fatta così è la canzone in cui la cantante si cimenta in un energico rock blues che si trasforma poi in un brano soul con un coro gospel.
Il 30 maggio esce il quinto singolo estratto, Mai dire mai, per il quale però non è stato girato un videoclip.

## Successo
L'album ottiene ottimi riscontri da parte della critica, che sottolinea l'evoluzione e la maturazione dell'artista, e soprattutto del pubblico; il disco, infatti, debutta alla sesta posizione della classifica FIMI Album. Inaspettatamente l'album entra per una settimana anche nella Billboard European Hot 100, classifica dei dischi più venduti in Europa, all'ottantesimo posto.. A fine 2008, grazie anche all'aiuto del Festival di Sanremo, il disco è entrato nella TOP 50 dei dischi più venduti dell'anno posizionandosi al 38º posto.

## Tracce
CD (GGD / RCA 88697 19287 2 (Sony BMG)  / EAN 0886971928723)
1. Il mio amico – 3:37 (Gigi D'Alessio)
2. Averti qui – 3:52 (Anna Tatangelo, Gigi D'Alessio)
3. Sono fatta così – 3:37 (Massimo Greco)
4. Lo so che finirà – 3:42 (Anna Tatangelo, Gigi D'Alessio)
5. La più bella – 3:55 (Adriano Pennino, Gigi D'Alessio)
6. Cosa ne sai – 4:13 (Saverio Grandi, Nicolò Fragile, Gaetano Curreri)
7. Sorvolando – 3:30 (Marco Fasano, Antonio Annona, Vittorio Annona)
8. Sono quello che vuoi tu – 4:37 (Alessandro Mancuso)
9. Sei come me – 3:05 (Massimo Greco)
10. Un'ora che ti ho perso – 4:09 (Gigi D'Alessio)
11. Qui – 4:00 (Raffaello Di Pietro)
12. Mai dire mai – 4:00 (Massimo Greco)
13. Il mio amico (con Michael Bolton) – 3:38 (Gigi D'Alessio)

Durata totale: 49:55

## Formazione
- Anna Tatangelo – voce
- Michael Thompson – chitarra elettrica
- Maurizio Fiordiliso – chitarra acustica
- Onorio Galoni – fisarmonica
- Adriano Pennino – tastiera, programmazione, pianoforte
- Cesare Chiodo – basso
- Lele Melotti – batteria
- Claudia Arvati – cori
- Fabrizio Palma – cori
- Rossella Ruini – cori
- Frankie Lovecchio – cori
- Serena Caporale – cori
- Massimo Greco – cori

## Classifiche
| Classifica (2007) | Posizione massima |
| ----------------- | ----------------- |
| Italia            | 6                 |

## Mai dire mai tour
Mai dire mai tour 2008 è stata la prima tournée teatrale di Anna Tatangelo, realizzata nel 2008 in seguito alla pubblicazione dell'album Mai dire mai, avvenuta a novembre.
Il tour ha riscosso un grande successo, tanto che la data a Roma ha fatto il tutto esaurito. Dopo la tournée teatrale, in estate la Tatangelo ha continuato a promuovere il disco in giro per l'Italia con oltre 50 tappe nelle migliori piazze.

### Date
- 10 marzo 2008 - Palapartenope - (Napoli)
- 26 marzo 2008 - Teatro Golden - (Palermo)
- 28 marzo 2008 - Teatro Metropolitan - (Catania)
- 31 marzo 2008 - Teatro Tenda - (Ragusa)
- 7 aprile 2008 - Teatro Brancaccio - (Roma) (sold out)
- 8 aprile 2008 - Teatro Globo - (Vasto)
- 19 aprile 2008 - Casino Perla - (Saint-Vincent)
- 26 aprile 2008 - Teatro Rendano - (Cosenza)
- 28 aprile 2008 - Teatro Ciak - (Milano)
- 29 aprile 2008 - Teatro Colosseo - (Torino)
- 30 aprile 2008 - Teatro Verdi - (Montecatini Terme)